# Eisenbahnunfall von Bornitz

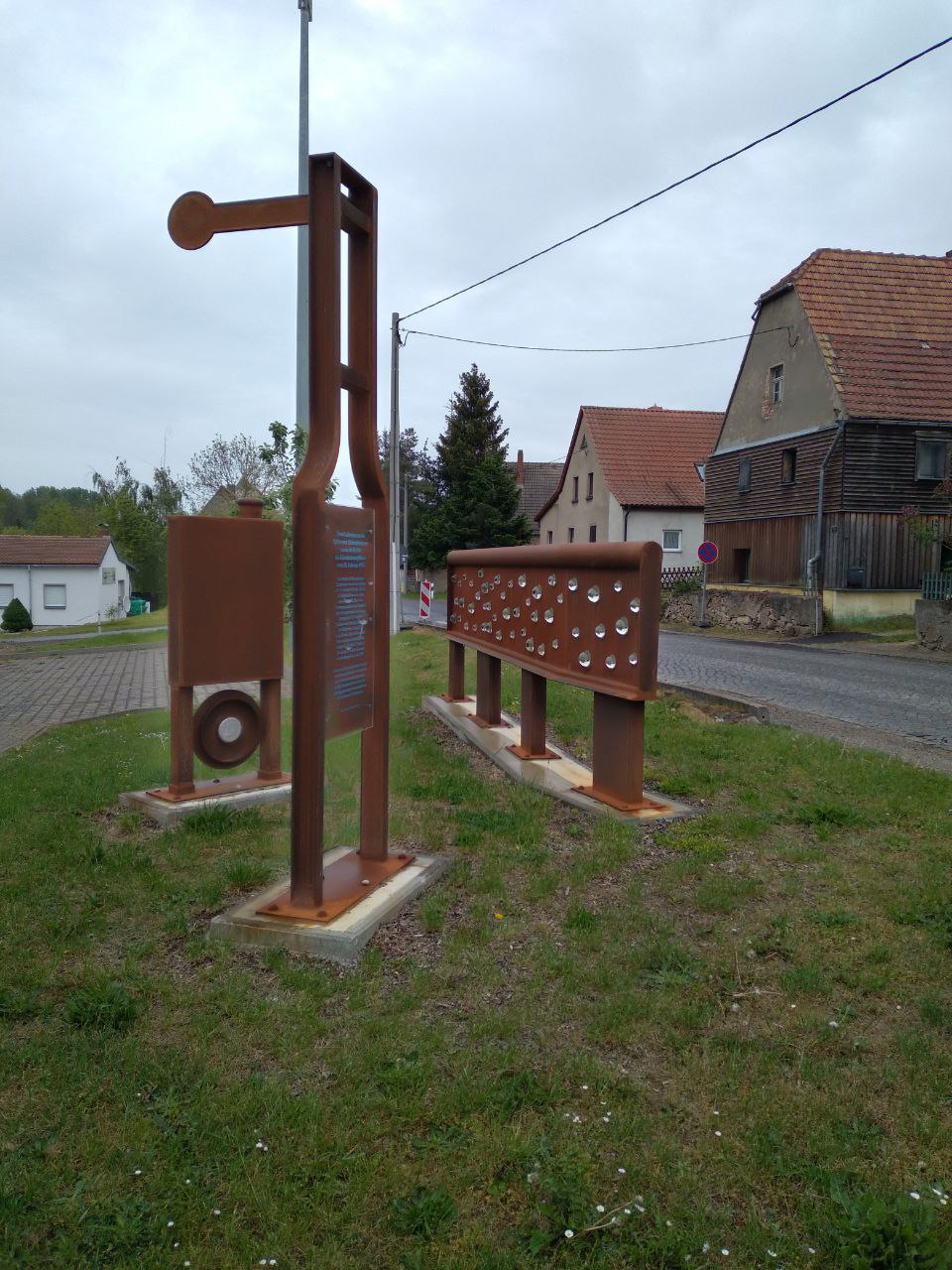
Denkmal zum Unfall; Künstler: Lutz Peschelt

Beim Eisenbahnunfall von Bornitz, einer Flankenfahrt am 25. Februar 1956, fuhr der als Rangierfahrt im Bahnhof Bornitz tätige Durchgangsgüterzug Dg 7137 dem durchfahrenden Schnellzug D 94 von Dresden nach Leipzig in die Flanke. Der Unfall auf dem Netz der Deutschen Reichsbahn forderte 48 Tote und 55 Verletzte.

## Unfallablauf
Der Unfall kann auf Verstöße gegen die Dienstvorschriften zurückgeführt werden, die möglicherweise in Verbindung mit widrigen Wetterumständen diesen Unfall verursachten. Die Sicht war an diesem Morgen infolge des Nebels sehr schlecht. Der Nebel war vermutlich auch dafür verantwortlich, dass die beiden Züge Verspätung hatten. Jedenfalls wurde beschlossen, auf der damals dort eingleisigen Bahnstrecke Leipzig–Dresden die Kreuzung der beiden Züge nicht in Riesa, sondern im Bahnhof Bornitz auszuführen. Der Fahrdienstleiter, der um 6:00 Uhr seinen Dienst angetreten hatte, stimmte der Kreuzung zu und stellte dem Dg 7137 die ablenkende Fahrstraße ins Gleis 1. Der Lokführer des mit Vorspann verkehrenden Dg 7137 verschätzte sich und hielt rund 400 Meter vor dem Ausfahrsignal an. Damit blockierte er einen Bahnübergang. Der Dienststellenleiter, der um 6:30 Uhr den Dienst antrat, gab deswegen einem Weichenwärter den Auftrag, den Dg 7137 zum üblichen Halteort vorziehen zu lassen. Allerdings informierte er den Fahrdienstleiter erst danach, welcher sich aber mit diesem vorschriftswidrigen Vorgehen einverstanden erklärte (nur der Fahrdienstleiter wäre berechtigt gewesen, dem Weichenwärter fahrdienstliche Aufträge zu geben, die dieser dann an den Lokführer erteilt bzw. übermittelt).
Das Vorziehen alleine wäre noch nicht Unfallauslöser gewesen. Da der Dg 7137 jedoch grenzzeichenfrei auf Gleis 1 stand, war es dem Fahrdienstleiter möglich, dessen Fahrstraße aufzulösen, den D 94 anzunehmen und diesem die Durchfahrt zu stellen. Auch dies war ein Verstoß gegen die Dienstvorschrift, da das Gleis 1 keine Schutzweiche besaß und deshalb während einer Durchfahrt im durchgehenden Hauptgleis keine Rangierbewegungen auf Gleis 1 stattfinden durften. Solange die Rangierfahrt des Dg 7137 zugelassen und nicht als beendet gemeldet war, hätte im Umkehrschluss keine Durchfahrt im durchgehenden Hauptgleis zugelassen werden dürfen. Dazu kam, dass der Dg 7137 Mühe hatte, die Bremsen zu lösen und so einige Minuten vergingen, bis die Vorspannlokomotive den Zug in Bewegung setzte. Dieser Umstand ließ den Fahrdienstleiter vermuten, dass der Lokomotivführer den unsachgemäß erteilten Auftrag nicht ausführen wolle. Allerdings führte erst die Verkettung mit dem vermutlich sichtbedingten Überfahren des Wartezeichens K11 zum Unfall. Es konnte nie recht geklärt werden, ob der Lokomotivführer des Dg 7137 sich verbremst oder das Signal schlichtweg zu spät gesehen hatte. Die Folge jedoch war, dass die Vorspannlok mit niedriger Geschwindigkeit (5 bis 10 km/h) dem in diesem Moment mit 50 bis 60 km/h durchfahrenden D 94 auf der Einfahrweiche in die Flanke fuhr. Da am nächsten Tag die Leipziger Frühjahrsmesse begann, war der Zug stark besetzt. Im D 94 wurden dabei 43 Reisende getötet und weitere 55 Personen zum Teil schwer verletzt, darunter der Lokomotivführer der Vorspannlokomotive des Dg 7137.

## Gerichtsverfahren
Die Hauptverhandlung, welche schon Mitte 1956 am Leipziger Bezirksgericht durchgeführt wurde, sprach vier Haftstrafen aus. So wurde der Dienststellenleiter als Hauptschuldiger mit fünf Jahren Gefängnis bestraft, da er sich in die Geschäfte des Fahrdienstleiters einmischte und den verhängnisvollen Befehl durch einen Unbefugten übermitteln ließ. Der Fahrdienstleiter wurde mit viereinhalb Jahren Gefängnis bestraft, da er den Befehl nicht zurücknehmen ließ und sich auch nicht vergewisserte, dass die vorschriftswidrige Rangierfahrt unterblieb. Der Lokomotivführer wurde mit anderthalb Jahren Gefängnis bestraft, da er eine Rangierfahrt ausführte, die mit einem Fahrdienstleiter abzusprechen und durch diesen zu beaufsichtigen war. Auch habe er wissen müssen, dass auf so einem kleinen Bahnhof Rangierfahrten während der Durchfahrt eines anderen Zuges verboten seien. Hier ist allerdings anzumerken, dass der Lokomotivführer während der Verhandlungen und Urteilsverkündung nicht anwesend war, da er sich immer noch in Spitalpflege befand. Der Heizer der Vorspannlokomotive wurde zu einem Jahr Gefängnis verurteilt, weil er von einer unbefugten Person (dem Weichenwärter) den Befehl entgegennahm und ihn dem Lokomotivführer kommentarlos ausrichtete.